# Książę
Książę – tytuł przysługujący:

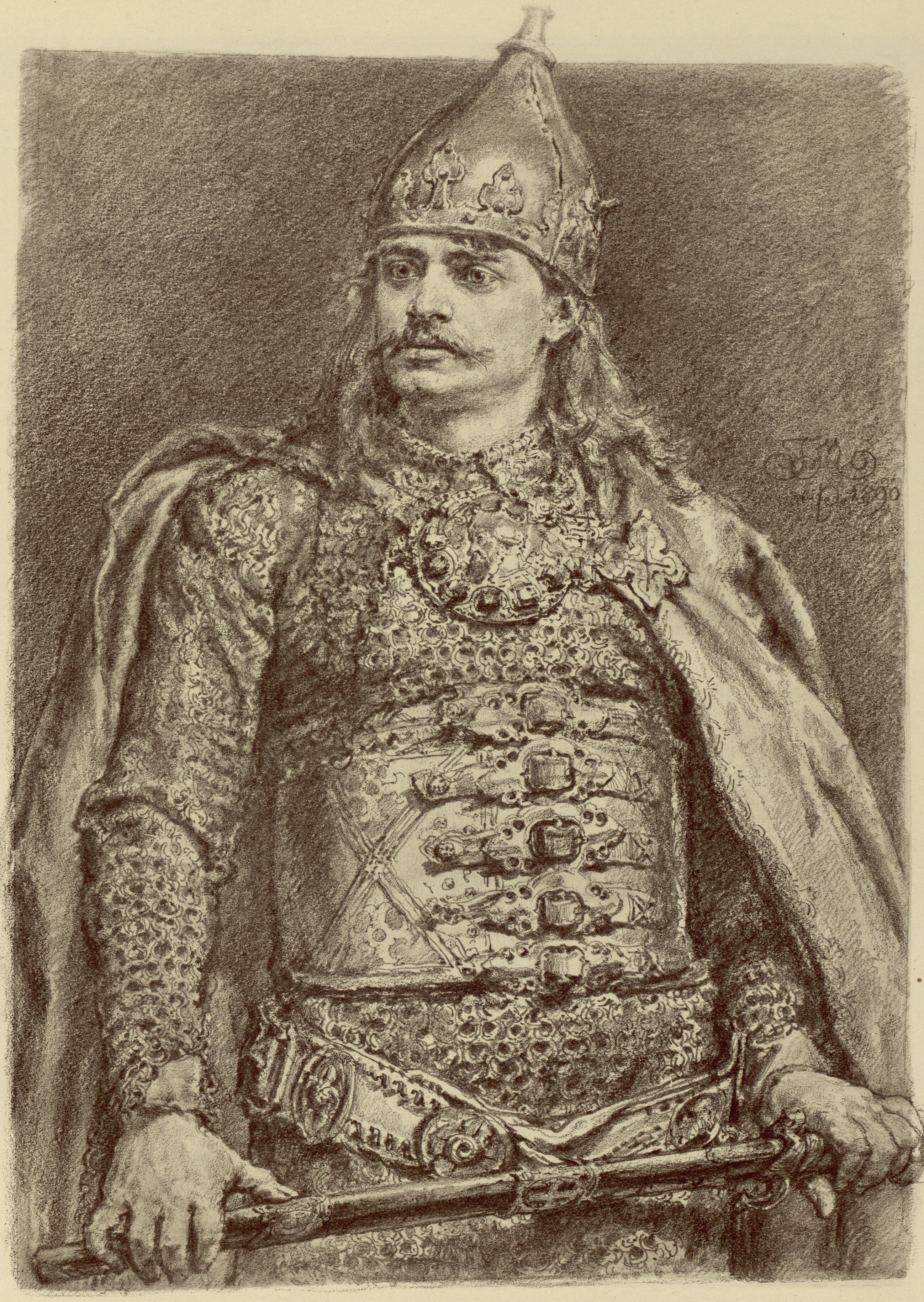
Książę (Bolesław III Krzywousty)

- monarchom suwerennych państw (księstwo), np. książę Monako
- feudalnym władcom wielkich jednostek terytorialnych w ramach monarchii, podległych królowi lub cesarzowi, np. książęta Andegawenii
- przedstawicielom arystokracji, parom (tytuł arystokratyczny), wywodzący się najczęściej z powyższych dwóch kategorii.
- członkom rodziny suwerennego monarchy (np. w formie książę krwi)

Na terenie pogańskiej Słowiańszczyzny wyraz książę oznaczał po prostu władcę terytorialnego lub plemiennego, bez jakiegokolwiek odniesienia do godności chrześcijańskich książąt, królów i cesarzy.

## Etymologia polska
Słowo „książę” jest niegdysiejszym zdrobnieniem słowa „ksiądz”, oznaczającego w staropolszczyźnie władcę. 
„Ksiądz” zaś wywodzi się ze słowiańskiego kniędz (*kъnędzь) i pierwotnie termin ten oznaczał władcę, naczelnika plemiennego (z tego samego źródła wywodzą się rosyjskie kniaź, czeskie kníže czy południowosłowiańskie knez). Słowo *kъnędzь do słowiańszczyzny zostało zapożyczone z pragermańskiego kuning lub kunung (*kuningaz, *kunungaz) – „książę, naczelnik plemienny” (kuning → kŭnęgŭ → kъnęgъ → kъnędzь). Z tego samego źródłosłowu wywodzą się niemiecki wyraz König i angielski wyraz king (oba oznaczające króla). W litewskim zapożyczenie pozostało jako kunigas (pierwotnie władca, obecnie ksiądz).
W polszczyźnie słowo kniędz (*kъnędzь) uległo dalszym przekształceniom (zanik jerów, zmiana nagłosowego kń- w kś- itd) w formę ksiądz. 
We wczesnym średniowieczu zaczęto tak określać ludzi możnych i wpływowych. Od  XIII wieku słowem tym nazywano też książąt, czyli niekoronowanych władców jako odpowiednik łacińskiego słowa dux lub princeps, np. wielki ksiądz litewski. W tym kontekście słowo „książę” oznaczało młodego władcę (książę od ksiądz [władca], jak koźlę od kozieł czy chłopię od chłop). Ponieważ jednak „ksiądz” używano głównie w stosunku do duchownych, na określenie władcy utrwaliło się słowo „książę”.
W dawnej polszczyźnie zapisywano to słowo jako xiążę.

## Książę typuprinceps/prince/Fürst

### Etymologia
Princeps łac. – pierwszy, w znaczeniu pierwszy wśród równych, pierwotnie w starożytnym Rzymie oznaczało przywódców senatu – Princeps senatus, później przejęte jako tytuł cesarzy.
Stąd wywodzą się słowa we współczesnych językach europejskich:
- fr., ang. – prince, forma żeńska: princess, princesse
- wł. i hiszp. – príncipe, forma żeńska: principessa
- niem. – Fürst oraz późniejsze Prinz, formy żeńskie: Fürstin i Prinzessin

### Zastosowanie
Ten tytuł dotyczy:
- władców niepodległych państw, niebędących królestwami – np. książęta (prince) Monako lub Liechtensteinu. Tytułem princeps określano także niekoronowanych władców Polski, np. Mieszka I.[potrzebny przypis]
  - Tytuł księcia, dawniej niezależnych księstw, później wchodzących w skład większych monarchii. Posiadają różny status: od ziem odrębnych terytorialnie i posiadających niekiedy pewną samodzielność aż do zwykłych godności tytularnych, będących faktycznie zwykłymi tytułami arystokratycznymi (patrz poniżej). W formie tej współcześnie bywa też stosowany jako tytuł następcy tronu, np. książę Walii, książę Asturii lub książę Oranii, związany w tym przypadku z feudalną władzą terytorialną (obecnie jedynie symboliczną).
- wielkich panów feudalnych, podległych bezpośrednio cesarzowi lub królowi.
  - W Świętym Cesarstwie Rzymskim do kategorii tej zaliczali się książęta Rzeszy (Reichsfürsten), będący bezpośrednimi wasalami cesarza. Tytuł przysługiwał: książętom elektorom (Kurfürsten, mający prawo wyboru cesarza), książętom (Herzog), a także hrabiom (margrabiom, landgrafom i palatynom) oraz wolnym baronom (Freiherren). Tytuł Fürst przysługiwał też arcybiskupom, biskupom i niektórym opatom. Na Śląsku biskupowi wrocławskiemu przysługiwał tytuł księcia Nysy (Fürst von Neisse).
- tytuł arystokratyczny, zazwyczaj niższy rangą od księcia – diuka (niem. Herzog, ang. duke) bez faktycznej feudalnej władzy terytorialnej, czysto honorowy, nadawany od XVI w., m.in. w Niemczech (np. Fürst von Bismarck), Francji (Prince de Polignac), Rosji (książę Potiomkin) czy w Polsce, tuż przed rozbiorami (książę Poniński).
  - W Wielkiej Brytanii kurtuazyjny tytuł księcia stosowany jest w szczególnie oficjalnych sytuacjach także wobec markizów i earlów (Most Noble and Puissant Prince).
  - Do tej kategorii książąt należy też zaliczyć potomków lokalnych dynastii panujących w księstwach włączonych do Rosji i Wielkiego Księstwa Litewskiego. Należy do niej większość kniaziowskich rodzin dawnej Rzeczypospolitej Obojga Narodów.

### Tytuły pochodne
- Wielki książę (łac. Magnus Princeps) – tytuł m.in. habsburskich wielkich książąt Siedmiogrodu.
- Kniaź – tytuł arystokratyczny, tłumaczony jako książę, lub rzadziej hrabia.

## Książę typuprinceps/prince/Prinz
Ten tytuł dotyczy członków rodzin królewskich lub cesarskich, jako tytuł honorowy, bez odniesienia do feudalnej władzy terytorialnej. Stosowane tu bywają ściślejsze rozróżnienia pokrewieństwa z suwerenem – np. książę krwi królewskiej lub książę krwi. Charakterystycznym dla niektórych monarchii jest osobliwy tytuł następcy tronu – książę koronny. Tytuł używany także przez niekoronowanych mężów królowych – książę małżonek.

## Książę typudux/duke/Herzog

### Etymologia
Dux łac. – wódz, pierwotnie dowódcy w armii rzymskiej, później stosowany także na określenie wodzów barbarzyńskich wojowniczych plemion okresu wędrówki ludów. W cesarstwie Karolingów tym tytułem określano wodzów plemion niefrankijskich – np. Alemanów, Bawarów czy Akwitanów. W IX/X wieku przekształcił się w tytuł dziedzicznych władców plemiennych, później władców terytorialnych. Tytuł od zawsze odnosił się więc do jurysdykcji ziemskiej. Jako książąt określano niepodległych władców plemion słowiańskich (m.in. Meklemburgii, Pomorza). Dla władców Czech i Polski był to krok w kierunku otrzymania korony królewskiej.
Od łacińskiego słowa „dux” wywodzą się określenia w językach m.in.
- angielskim – duke, forma żeńska: duchess
- francuskim – duc, forma żeńska: duchesse
- włoskim – duca, doge, forma żeńska: duchessa
- hiszpańskim – duque, forma żeńska: duquesa

Inna jest etymologia w językach:
- niemieckim – Herzog, forma żeńska: Herzogin
- polskim, czeskim, węgierskim – wojewoda

Dosłownymi tłumaczeniami z łaciny są tytuł polskiego, czeskiego i węgierskiego wojewody oraz niemieckiego Herzoga (słowo to oznacza dokładnie tego co ciągnie (prowadzi) za sobą wojsko – niem. He(e)r (Heer – wojsko) oraz zog (ziehen – ciągnąć, pchać do przodu)). W Polsce tytuł wojewody przekształcił się w tytuł wysokiego urzędnika, zwierzchnika administracji województwa, o ograniczanych z czasem funkcjach wojskowych. W Czechach i na Węgrzech tytuł ten pozostał odpowiednikiem zachodnioeuropejskich tytułów księcia.
Powszechnym w języku polskim odpowiednikiem zachodnioeuropejskiej formy dux, jest książę. Niekiedy spotykane jest także określenie – diuk.

### Zastosowanie
Obecnie jest używany na określenie:
- władców księstw, które uzyskały po kongresie wiedeńskim suwerenność – w Niemczech np. Szlezwik-Holsztyn, Anhalt, Nassau, we Włoszech m.in. Modena, Parma, Lukka, w wyższej randze Wielkiego Księcia – dla władców m.in. Litwy, Luksemburga, Oldenburga. Tytuł weneckiego doży również ma tę samą etymologię.
- władców księstw lennych, podległych większemu suwerenowi – np. większość księstw Rzeszy (podległych cesarzowi), księstwa (województwa) Siedmiogrodu, Mołdawii, Wołoszczyzny (podległe sułtanowi) lub dzielnicowych książąt polskich.
- tytuł arystokratyczny – niższy od tytułu prince (Fürst), nadawany m.in. w wielu monarchiach europejskich, m.in. Wielkiej Brytanii, Holandii, Belgii, Hiszpanii, dawniej we Francji, także napoleońskiej i cesarstwie niemieckim. Pierwotnie był tytułem feudalnym, ściśle związanym ze zwierzchnością terytorialną, później w niektórych monarchiach nadawany także jako godność tylko honorowa-tytularna (np. tytuł Herzog von Lauenburg, nadany Ottonowi Bismarckowi).
  - royal dukes – w Zjednoczonym Królestwie tytuł tradycyjnie przysługujący członkom rodziny królewskiej (m.in. Duke of Gloucester, Duke of Kent, Duke of Edinburgh, Duke of York), wywodzący się z dawnych księstw terytorialnych, obecnie bez faktycznej władzy terytorialnej, jedynie godność honorowa.

### Tytuły pochodne
Od tego tytułu pochodzą:
- Arcyksiążę (łac. Archdux) – uzurpowany tytuł władców Austrii, a następnie oficjalny tytuł arystokratyczny nadawany wyłącznie książętom i księżniczkom austriackim z Domu Habsburgów.
- Wielki książę (łac. Magnus Dux) – to tytuł, który przysługiwał m.in. władcom Litwy. W zachodniej Europie niektórzy książęta również uzyskiwali suwerenność, zwłaszcza po 1815 roku. Księstwem tej klasy jest np. Wielkie Księstwo Luksemburga.
- Doża – tytuł władców republik Wenecji i Genui.

Tytuły będące odpowiednikiem diuka:
- Wojewoda – tytuł będący w językach słowiańskich częstym odpowiednikiem łacińskiego dux.
- Hospodar – tytuł w języku polskim określający suwerennych władców Mołdawii i Wołoszczyzny, także arystokratyczny tytuł słowiański.

## Książęta w Polsce

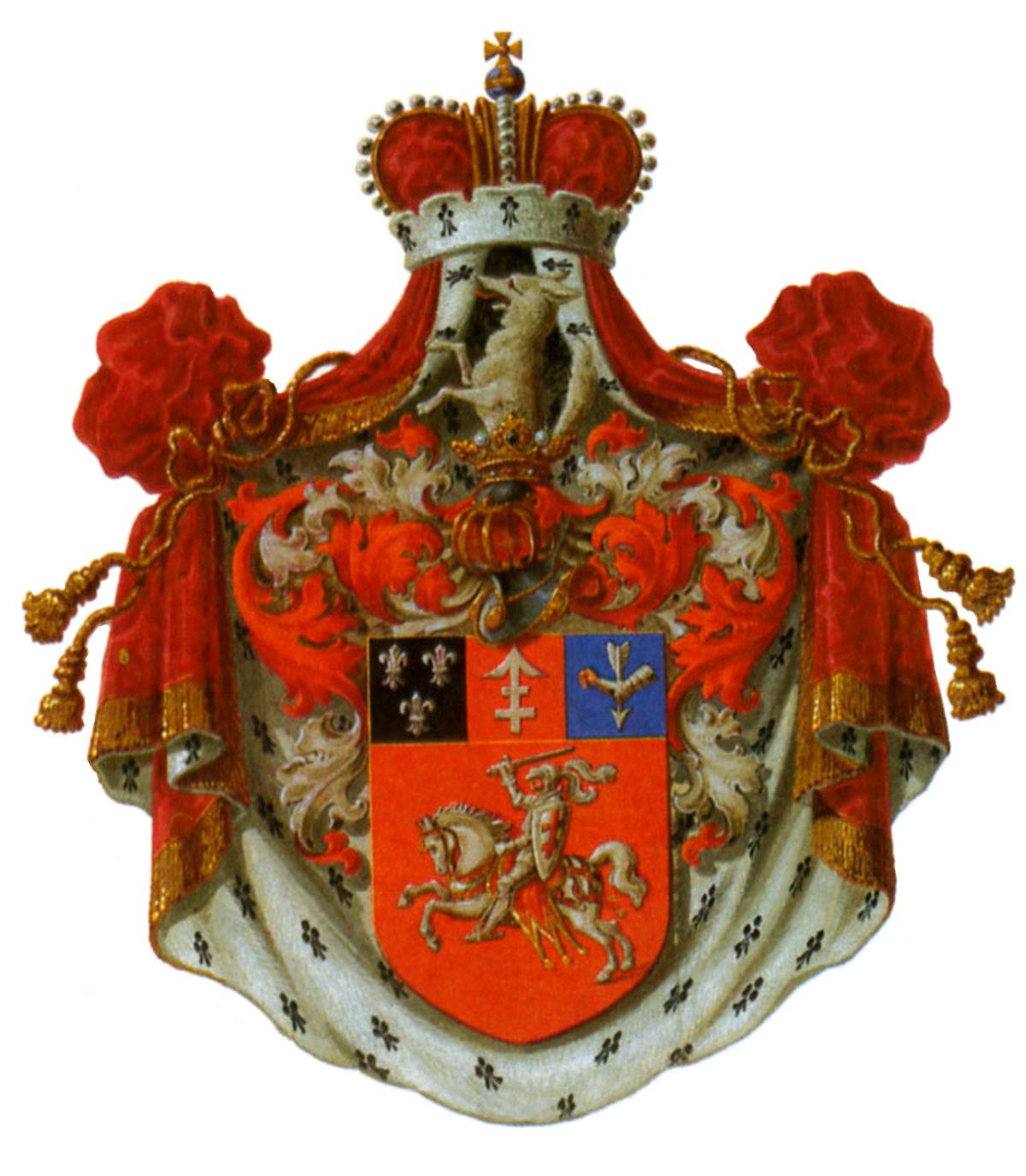
herb książąt Sapiehów

W Polsce tytuł księcia przysługiwał początkowo tylko członkom dynastii panującej. Książęta piastowscy władający dzielnicami mieli według nomenklatury europejskiej tytuł księcia – princepsa, jako członkowie rodu panującego, i tytuł księcia – diuka, jako władcy księstw dzielnicowych. W stosunku do najbliższych spadkobierców króla stosowano zwykle tytuł królewicz, królewna. Używanie tytułów arystokratycznych, jako sprzeciwiające się równości szlacheckiej było zabronione, czego początkowo ściśle przestrzegano. Jednak po unii lubelskiej zezwolono na używanie tytułów książęcych potomkom dynastii książęcych Litwy i Rusi, później zezwolono na używanie tytułów książęcych kilku rodom magnackim, które otrzymały zagraniczne nadania godności (od cesarza, papieża, królów Francji, Czech, Węgier). Pod koniec istnienia I Rzeczypospolitej sejm zaczął również nadawać polskie tytuły książęce.
Wobec braku feudalnych tradycji i odpowiedniej nomenklatury tym samym tytułem książę określano zarówno książąt z rodu Giedyminowiczów (m.in. Czartoryscy, Sanguszkowie, Wiśniowieccy, Trubeccy, Koreccy) i Rurykowiczów (Ostrogscy, Czetwertyńscy), potomków kniaziów tatarskich (Glińscy herbu własnego, Baranowscy), diuków (Lubomirscy, Ossolińscy), książąt krwi (Sobiescy, Poniatowscy), jak i książąt tytularnych (Radziwiłłowie herbu Trąby, Sapiehowie).
Tytuł książęcy przysługiwał też niektórym polskim hierarchom kościelnym:
- biskupowi krakowskiemu tytuł księcia siewierskiego
- biskupowi warmińskiemu tytuł księcia warmińskiego.

Na Śląsku biskupi wrocławscy posiadali tytuł księcia Nysy.
Tytułem książąt kościoła określa się też zwyczajowo najwyższych hierarchów kościelnych, zwłaszcza kardynałów.

## Tytulatura książęca po I wojnie światowej
Gdy w Niemczech w 1919 r. zniesiono tytuły arystokratyczne, stały się one częścią nazwiska rodowego i tak zamiast „Freiherr Werner von Braun” urzędowo stosuje się „Werner Freiherr von Braun” (Werner baron von Braun) czy też zamiast „Graf Anton von Magnis” pisze się „Anton Graf von Magnis” (Antoni hrabia Magnis). W Austrii tytuły zniesiono zupełnie i nawet arcyksiążę Otto von Habsburg funkcjonował jako Otto Habsburg-Lothringen (nawet używanie „von” jako tytułu szlacheckiego jest zakazane przez austriacką konstytucję).
W Polsce tytuł księcia i inne tytuły arystokratyczne pozbawiła znaczenia prawnego konstytucja marcowa (1921) w art. 96 (Rzeczpospolita Polska nie uznaje przywilejów rodowych ani stanowych, jak również żadnych herbów, tytułów rodowych i innych z wyjątkiem naukowych, urzędowych i zawodowych). Konstytucja kwietniowa z 1935 r. pominęła ten zakaz, głosząc w art. 7 : 1. Wartością wysiłku i zasług obywatela na rzecz dobra powszechnego mierzone będą jego uprawnienia do wpływania na sprawy publiczne. 2. Ani pochodzenie, ani wyznanie, ani płeć, ani narodowość nie mogą być powodem ograniczenia tych uprawnień. Natomiast Konstytucja RP z 1997 r. nie wypowiada się na ten temat, art. 32 gwarantuje dla wszystkich prawo do równego traktowania przez władze publiczne. W Polsce szyk „imię-tytuł-nazwisko” był zwyczajem jeszcze przedrozbiorowym, jednak ograniczonym do ceremonialnych uroczystości i podpisów itp. Wskutek snobizmu czy też mody konstrukcję tę zaczęto naśladować i stosować szerzej także w języku polskim, zwłaszcza w mowie ceremonialnej i kościelnej; stąd niekiedy zamiast mówić „hrabia Wojciech Dzieduszycki” używa się nieco pretensjonalnej formy „Wojciech hr. Dzieduszycki” czy też „Adam Karol książę Czartoryski”.